# Cyklodekan
Cyklodekan (C10H20) je organická sloučenina, konkrétně uhlovodík (cykloalkan s deseti atomy uhlíku v molekule). Je to hořlavina III.třídy.